# 高木厚人
高木 厚人（たかぎ あつひと、1953年 - ）は、日本の書家。大東文化大学教授。

## 略歴
千葉県船橋市に生まれる。父は書家・高木東扇。都立九段高校を経て、1982年京都大学文学部卒業。杉岡華邨に師事。卒業後は日本書道芸術専門学校、大阪教育大学で教壇に立った。2000年大東文化大学文学部書道学科助教授、同大学書道研究所所長、2004年同教授。
2005年、第37回日展会員賞受賞。2012年、現代書道二十人展メンバーに選出。2018年、改組新第5回日展内閣総理大臣賞受賞。
日展会員、臨池会理事長、読売書法会常任理事、千葉県美術会常任理事、日本書芸院副理事長などを務める。

## 著書
- 『連綿「かな」（プロに学ぶ書のテクニック）』可成屋、2002年
- 『四季の詩歌を書く―かな書篇（条幅作品手本）』可成屋、2006年

## 共著
- 『アイデアで解消! ふで不精 2』石飛博光・麻殖生素子共著、日本放送出版協会（「別冊NHKおしゃれ工房 手づくり百科」）、1999年
- 『「書」の落款ハンドブック―漢字書かな書対応』可成屋、2000年（高木聖雨共編著）

## TV出演
- 趣味悠々「筆で味わう雅の世界　小倉百人一首を書こう」（NHK教育）2009年11月〜2010年1月